# 잠비아의 로마 가톨릭 교구 목록
잠비아의 로마 가톨릭 교구는 3개관구에 3개 관구장좌 대교구와 9개의 일반교구로 구성된다

## 교구

### 카사마 관구( Province of Kasama)
- 카사마 수도좌 대교구(Metropolitan Archdiocese of Kasama)
- 만사 교구( Diocese of Mansa)
- 므피카 교구( Diocese of Mpika)

### 루사카 관구(Province of Lusaka)
- 루사카 수도좌 대교구(Metropolitan Archdiocese of Lusaka)
- 치파타 교구( Diocese of Chipata)
- 리빙스톤 교구( Diocese of Livingstone)
- 몽구 교구( Diocese of Mongu)
- 몬제 교구( Diocese of Monze)
- 은들라 교구( Diocese of Ndola)

### 은들라 관구
- 은들라 수도좌 대교구 (Metropolitan Archdiocese of Ndola)
- 카브웨 교구( Diocese of Kabwe)
- 솔웨지 교구( Diocese of Solwezi)